# ロー・ボルジェス

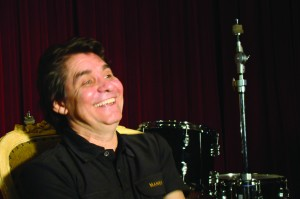
Lô Borges, 2011

ロー・ボルジェス(Lo Borges, 1952年1月10日 - )は、ブラジルのミナスジェライス州ベロオリゾンテ出身のミュージシャン。歌手・ギタリスト・ソングライター。
ミルトン・ナシメントやトニーニョ・オルタ、フラヴィオ・ヴェントゥリーニ、ヴァギネル・チゾらミナスジェライス州出身の仲間「Clube Da Esquina（街角クラブ）」の一員。

## ディスコグラフィー

### ソロ作品
- LO BORGES （1972年）
- A VIA LACTEA （1979年）
- NUVEM CIGANA （1982年）
- SONHO REAL （1984年）
- SOLO（AO VIVO） （1987年）
- MEU FILME （1996年）
- FEIRA MODERNA （2001年）
- UM DIA E MEIO （2003年）
- BHANDA （2007年）
- Harmonia （2007年）
- Horizonte Vertical （2007年）
- Intimidade （2008年）
- Rio Da Lua （2019年）
- Dinamo （2020年）
- Muito Alem do Fim （2021年）
- Chama Viva （2022年）

### ミルトン・ナシメントとの二人の名義
- CLUBE DA ESQUINA （1972年）

### ボルジェス一家のOS BORGES名義
- OS BORGES （1980年）

### Samuel Rosa & Lô Borges名義
- Ao Vivo No Cine Theatro Brasil （2016年）

| スタブアイコン | サブスタブ | この項目は、まだ閲覧者の調べものの参照としては役立たない、歌手に関連した書きかけの項目です。この項目を加筆・訂正などしてくださる協力者を求めています（P:音楽/PJ:芸能人）。 |